# Vada säteri
Vada säteri ligger i Östergötland mellan Kisa och Åtvidaberg. Herrgården, som fått sin nuvarande huvudsakliga utformning kring 1700-talets mitt, består av en faluröd huvudbyggnad i panelklätt timmer om 1½ plan med valmat sadeltak, innehållande 6 rum och kök, samt en mindre flygelbyggnad av samma konstruktion. Säteriet, som på 1700- och 1800-talen uppgick till ett mantal frälse, har bl.a. tillhört ätterna Koskull, Breitholtz, von Gertten och Pauli och tillhör numera föreningen Riddarhuset i vars Paulifond det ingår.